# LK-1
Le LK-1 est un véhicule spatial soviétique développé au décennie de la décennie 1960 pour transporter deux cosmonautes dans le cadre du programme lunaire habité soviétique. Le vaisseau est conçu pour remplir un objectif à court terme : il doit permettre de battre les américains en envoyant pour la première fois des hommes faire le tour de la Lune. Le vaisseau est développé par Vladimir Tchelomeï, ingénieur responsable du bureau d'études qui bénéficie de l'appui du dirigeant de l'Union soviétique de l'époque Nikita Khrouchtchev. La chute de celui-ci en octobre 1964 entraîne l'arrêt du projet au profit du vaisseau Soyouz 7K-L1 proposé par Serguei Korolev. Le vaisseau LK-1 d'une masse de 17 tonnes pouvait emporter 1 à 2 cosmonautes et devait être lancé par une fusée Proton développée par le même constructeur.

## Contexte
Contrairement aux États-Unis où le programme spatial civil est géré directement par un organisme unique, la NASA, le programme spatial soviétique est entre les mains de plusieurs responsables de bureau d'études qui utilisent leurs appuis politiques pour faire passer leurs projets. Au début des années 1960, l'ingénieur Serguei Korolev, auteur des premiers succès de l'astronautique soviétique subit la concurrence de Vladimir Tchelomeï qui bénéficie de la protection du dirigeant de l'Union soviétique de l'époque Nikita Khrouchtchev. Tchelomeï propose d'utiliser sa fusée UR-500 (capacité de 20 tonnes en orbite basse) en cours de développement (la future Proton) pour lancer un  vaisseau LK-1 à 2 places capable d'effectuer un survol de la Lune et ainsi de réaliser une nouvelle première spatiale avant les États-Unis. À l'époque, Korolev propose de réaliser le même objectif en lançant trois fusées R-7 (6,4 tonnes en orbite basse) pour créer un train de 3 vaisseaux Soyouz. Le premier vaisseau (7K)  doit emporter un équipage de 2 personnes tandis que les deux autres vaisseaux sont chargés, après avoir été lancés indépendamment, de s'amarrer au premier vaisseau en formant un ensemble spatial baptisé Soyouz (Union). Le deuxième vaisseau 9K (ou Soyouz B) est chargé d'accélérer le train spatial tandis que le 11 K emporte du carburant permettant de revenir sur Terre. Mais cette proposition est abandonnée car elle nécessite de réaliser des rendez-vous orbitaux entre les trois vaisseaux, une manœuvre non maîtrisée à cette époque.  
Les premières études sur le vaisseau LK-1 débutent en 1962 sans l'aval des responsables soviétiques. En août 1964, ceux-ci donnent leur accord pour le développement du lanceur UR-500 et son vaisseau circumlunaire tandis que Korolev est chargé de développer le lanceur géant N-1 qui doit placer sur une orbite de transfert lunaire le Soyouz 7K-LOK et un module lunaire LK qui doit déposer un cosmonaute sur la Lune. La chute de Khrouchtchev en octobre 1964 remet les projets du protégé de l'ex-dirigeant en question. Une commission est constituée pour examiner tous les projets de Tchelomeï. Le développement du lanceur lourd n'est finalement pas remis en question, mais le vaisseau LK-1 qui n'existe que sur la papier est annulé. Pour réaliser le vol circumlunaire en battant les américains, Korolev propose de combiner le lanceur Proton surmonté d'un étage supérieur de type bloc D avec une version allégée de son vaisseau Soyouz, baptisée Soyouz 7K-L1. Cette proposition est acceptée le 25 octobre 1965.

## Caractéristiques techniques
Le vaisseau LK-1 a une masse de 17 tonnes dont 13 tonnes d'ergols. Il est long de 5,2 m. pour un diamètre de 2,8 mètres. Son envergure une fois les panneaux solaires déployés atteint 7,27 m. Il est conçu pour être lancé depuis le cosmodrome de Baïkonour par une fusée Proton. Il comprend les modules suivants, :
- la tour de sauvetage ADU qui doit arracher le vaisseau de son lanceur en cas de défaillance de ce dernier. Elle est propulsée par des moteurs à propergol solide.
- La capsule VA qui peut accueillir 1 ou 2 cosmonautes. Sa forme est conique comme le vaisseau Apollo mais son diamètre est bien plus réduit (2,8 mètres au lieu de 3,9 mètres. Sa forme lui permet de planer en partie durant la rentrée atmosphérique. Les travaux sur cette capsule ont été repris pour développer celle du vaisseau TKS, du même constructeur.
- Le module d'équipements PAB est analogue au module de service du vaisseau Apollo. Il comprend les systèmes fournissant l'énergie et ceux gérant les télécommunications. Un petit moteur-fusée permet de faire les corrections durant le transit entre la Terre et la Lune. Des panneaux solaires fournissant 2 kW et une antenne parabolique sont déployés une fois que l'étage utilisé pour l'injection sur une trajectoire lunaire a été largué.
- L'étage d'injection sur la trajectoire lunaire est utilisé pour injecter le vaisseau placé sur une orbite basse par son lanceur Proton et le placer sur une orbite de transfert vers la Lune.